# Annemiek van Vleuten
Annemiek van Vleuten   (Vleuten, 8 d'octubre de 1982) és una ciclista neerlandesa professional des del 2008 fins al 2023. Ha guanyat desenes de competicions, entre les quals destaquen una medalla d'or als Jocs Olímpics, 4 campionats del món en ruta, 4 Giro d'Itàlia (16 etapes), un Tour de França (2 etapes), 3 Vueltas a Espanya (3 etapes), 3 UCI Women's World Tour, 5 campionats dels Països Baixos, 2 Tour de Flandes i 2 Lieja-Bastogne-Lieja.

## Abans del ciclisme
Abans de començar la seva carrera ciclista, van Vleuten es va llicenciar en ciències animals a la Universitat de Wageningen, especialitzant-se en zoonosi i epidemiologia, i va aconseguir un màster en epidemiologia el 2007.
Va començar a prendre's seriosament el ciclisme a mesura que trobava que la feina d'oficina que tenia no la motivava i que l'altre esport que se li donava bé (la natació) era massa monòton. A banda, no podia fer cap esport que li castigués els genolls a causa d'una lesió al genoll que es va fer jugant a futbol.

## Carrera ciclista

### Inicis

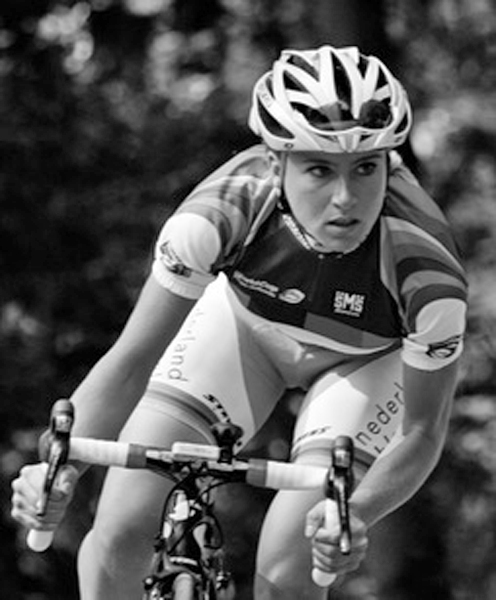
Annemiek van Vleuten, guanyadora de la Copa del Món de l'UCI de 2011 amb el DSD Bank-Nerderland bloeit.

Després de formar part del club ciclista de la seva universitat, es va apuntar al club ciclista WV Ede on, el 2007, un dels entrenadors va detectar el seu talent i li va recomanar que fes unes proves de rendiment. El resultat de les proves indicava que van Vleuten obtenia els mateixos registres que les millors ciclistes d'aquell moment.
L'any següent, van Vleuten va integrar-se al Vrienden van het Platteland, abans de passar a l'estructura del DSD Bank-Nerderland bloeit el 2009, equip pel qual correria fins al 2014 i on aconseguiria les seves primeres victòries el 2010 (el Tour de Drenthe i la Ruta de França), el mateix any que deixà la seva feina i esdevingué ciclista professional. En els sis anys que va córrer per a l'equip neerlandès, va aconseguir 25 victòries, malgrat haver-se d'operar tres vegades per acabar amb els seus problemes a les artèries ilíaques, bloquejades als dos costats. Entre elles, destaquen el Tour de Flandes, el GP de Plouay i l'Open de Suède Vårgårda el 2011, victòries que la van dur a guanyar la Copa del Món de l'UCI d'aquella temporada; dues etapes al Festival Elsy Jacobs i el Campionat neerlandès en ruta (2012); o el Campionat dels Països Baixos de contrarellotge, dues etapes al Giro Rosa i dues etapes i la general de la Volta a Bèlgica (2014).
A banda, l'estiu del 2012, va competir amb la selecció neerlandesa (Ellen van Dijk, Marianne Vos i Loes Gunnewijk) a la cursa en línia dels Jocs Olímpics de 2012, a Londres, competició guanyada per la seva companya Marianne Vos.
El 2015, van Vleuten va fitxar pel Bigla Pro Cycling Team, equip amb què va aconseguir la victòria al pròleg del Giro. A nivell nacional, va guanyar la medalla de bronze en la prova de contrarrellotge a la primera edició dels Jocs Europeus, per darrere d'Ellen van Dijk i Hanna Solovei.
El 2016, Van Vleuten va fitxar per l'Orica-AIS, equip amb què es va imposar al Tour de Bèlgica, prova on també guanyà dues etapes, i a la Parel van de Veluwe. El 7 d'agost, mentre liderava la prova de ruta dels Jocs Olímpics de Río de Janeiro, va tenir una forta caiguda a falta de 12 km per a l'arribada que la va deixar inconscient i va ser hospitalitzada amb tres fractures lumbars i una commoció cerebral greu. A desgrat de les greus lesions, tot just deu dies després de l'accident, Van Vleuten va tornar a pujar a una bicicleta i, un mes més tard, s'imposava al Tour de Bèlgica. Aquella temporada, també va aconseguir el seu segon títol de campiona neerlandesa de contrarellotge.

### Campiona del món i victòries al Giro

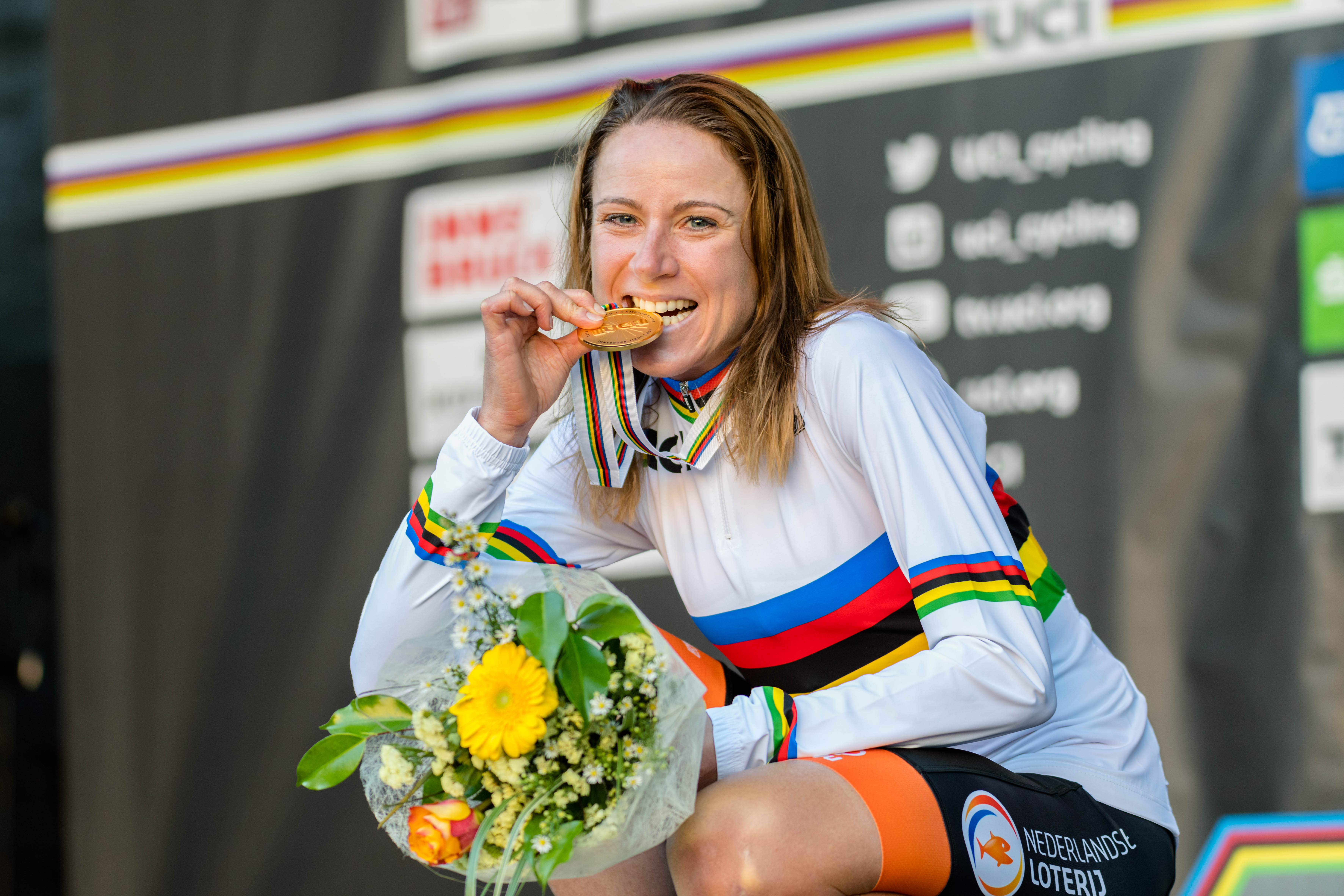
Annemiek van Vleuten celebra haver revalidat el títol mundial de contrarellotge el 2018.

El 2017 es va proclamar campiona del món en contrarrellotge als mundials de Bergen. També va aconseguir imposar-se a l'Holland Ladies Tour, a La Course by Le Tour de France i va revalidar el campionat de contrarellotge neerlandès.
El 2018 fou l'any més reeixit a nivell esportiu de Van Vleuten, ja que va aconseguir 13 victòries durant la temporada, entre les quals el Giro Rosa, competició on no només va aconseguir 3 victòries d'etapa, sinó que també va aconseguir imposar-se a la general amb més de 4 minuts d’avantatge sobre la segona classificada, la diferència més elevada entre la campiona i la subcampiona mai aconseguida en la prova. A més, va revalidar el seu títol de campiona del món de contrarellotge a Innsbruck (Àustria) i va guanyar l'UCI Women's World Tour, gràcies a sendes victòries en La Course i l'Holland Ladies Tour. A més, també es va imposar a la primera edició de la Veenendaal–Veenendaal Classic i va guanyar una etapa contrarellotge tant a l'Emakumeen Euskal Bira com al Women's Heral Sun Tour.
La temporada següent, la corredora neerlandesa va vèncer a la Lieja-Bastogne-Lieja i a la Strade Bianche Donne i va reeditar la victòria al Giro Rosa, on es va imposar per més de 3 minuts a la classificació general, a més d'aconseguir també la victòria en les classificacions de la muntanya i de punts i a dues etapes. El seu gran èxit fou la victòria als Campionats Mundials de Ciclisme, celebrats a Harrogate (Regne Unit), on es va imposar a la prova de ruta després d'una impressionant escapada de 100 quilòmetres en solitari. A més, també va guanyar el campionat neerlandès de contrarellotge per quarta vegada. Tot i això, va quedar segona a l'UCI Women's World Tour, per darrere de la seva compatriota Marianne Vos.

### Campiona olímpica, triplet Giro-Tour-Vuelta i retirada
Malgrat la pandèmia del covid-19, la temporada 2020 va ser força reeixida, ja que va imposar-se als Campionats europeus de ciclisme en ruta, a la Strade Bianche per segon any consecutiu i a proves d'un dia com l'Omloop Het Nieuwsblad, l'Emakumeen Nafarroako Klasikoa, la Clàssica Fèmines de Navarra i l'Emakumeen Saria, a banda de la segona etapa del Giro Rosa. A la fi de la temporada va fer públic que fitxava pel Movistar.
La seva primera temporada amb l'equip navarrès va ser molt reeixida, ja que va aconseguir dotze triomfs, entre els quals destaquen la medalla d'or en contrarellotge als Jocs Olímpics de Tòquio i la victòria a l'UCI Women's WorldTour. La temporada ja va començar molt bé amb dos triomfs a Flandes: la Dwars door Vlaanderen i el Tour de Flandes -el primer en la història de tota l'estructura Movistar (femenina i masculina) i un dels objectius que li havia marcat Eusebio Unzué, el director de l'equip. Posteriorment, es va imposar a la Setmana Ciclista Valenciana, on també va guanyar la primera etapa, i va revalidar la victòria a l'Emakumeen Nafarroako Klasikoa. A l'estiu, va aconseguir la medalla de plata a la prova en ruta dels Jocs Olímpics de Tòquio, pocs dies abans d'aconseguir la medalla d'or en la contrarellotge. El cap de setmana següent, es va imposar a la Clàssica de Sant Sebastià i, pocs dies més tard, a la general del Tour de Noruega, on també guanya una etapa, i a La Vuelta Challenge, on també guanyà dues etapes. Durant la celebració de la primera edició de la París Roubaix femenina, va patir una caiguda que li va provocar una fractura de l'os pubis. Al desembre, va ser nomenada ciclista neerlandesa de l'any per tercera vegada (2017, 2019 i 2021).

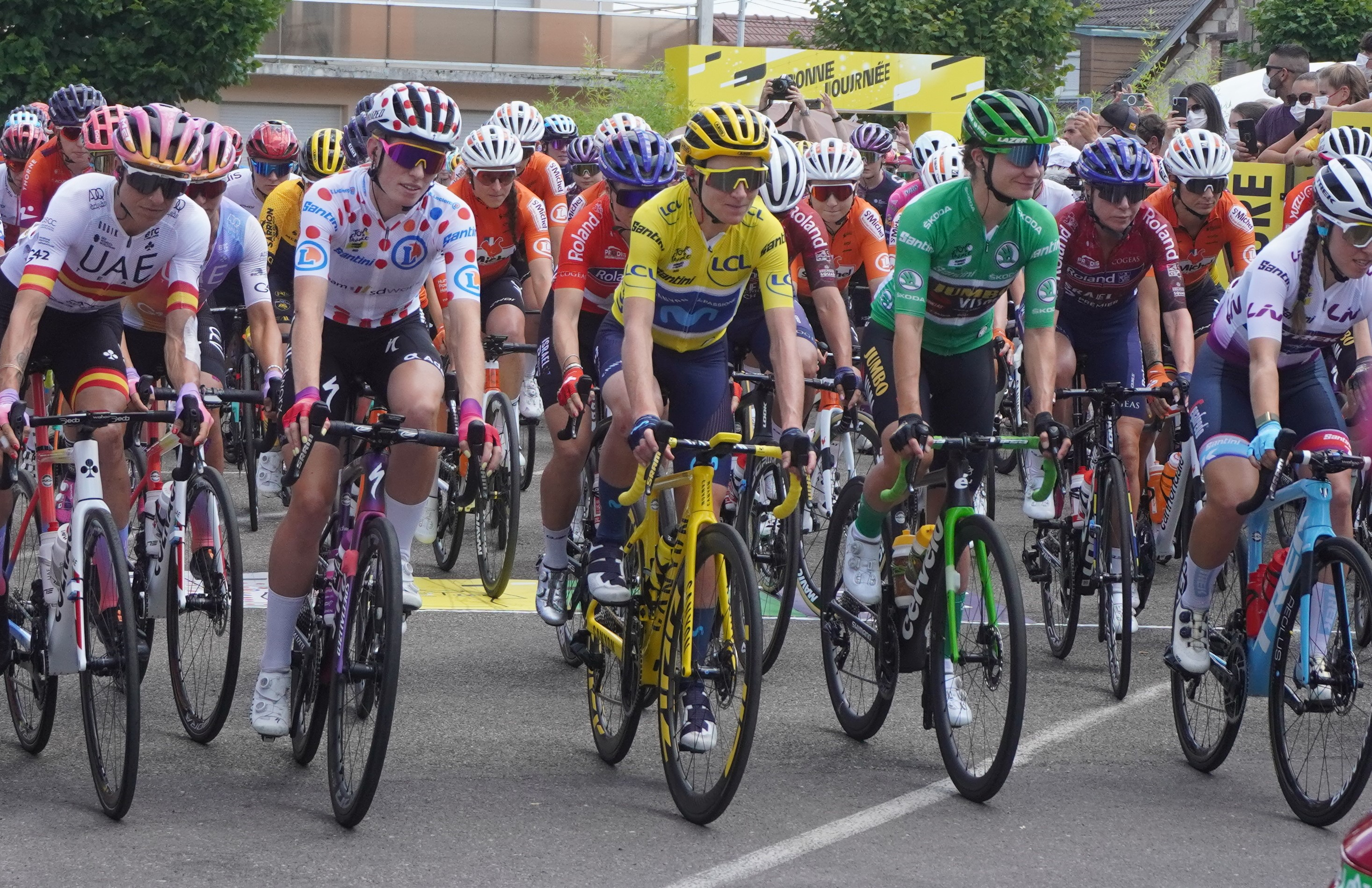
Annemiek van Vleuten vestint el mallot groc de líder del Tour de França

Van Vleuten va començar el 2022 imposant-se a dues clàssiques – Omloop Het Nieuwsblad i Lieja-Bastogne-Lieja. Al juny, va anunciar que renovava per una altra temporada amb el Movistar, a la fi de la qual tenia pensat retirar-se. Un mes més tard, aconseguia imposar-se al Giro d'Itàlia, on també hi guanyava dues etapes i la classificació dels punts. Pocs dies més tard, també va guanyar la primera edició del nou Tour de França, tot i començar malalta la prova. A banda de la classificació general, també va guanyar les dues darreres etapes -les més dures- en solitari després d'atacar a falta de 85 quilòmetres per a la fi de la setena etapa, després d'haver superat 3.000 metres de desnivell i tornant-ho a fer a manca de 60 quilòmetres de l'arribada de la vuitena etapa. Això va fer que només una corredora, Demi Vollering, acabés per sota dels cinc minuts de diferència a la classificació general. Al setembre, va completar el seu particular triplet de grans voltes imposant-se a La Vuelta femenina 2022, on també va guanyar una etapa. Abans d'acabar el mes, encara va aconseguir proclamar-se campiona del món en ruta a Wollongong, malgrat competir amb un colze fracturat tot just tres dies abans. Tots aquests èxits la van fer guanyadora de l'UCI Women's World Tour. Just acabada la temporada va expressar els seus dubtes davant de la retirada, deixant oberta la porta a seguir encara alguna altra temporada més enllà del 2023. Al desembre, va ser guardonada amb el trofeu Bicicleta d'or 2022, que reconeix a la millor ciclista del pilot internacional.
La seva darrera temporada de professional va començar amb la participació a les clàssiques de primavera, on no va aconseguir cap victòria. Tot i això, va ser capaç d'imposar-se a la general de la Vuelta, on també va guanyar una etapa. A principis de juliol va revalidar el triomf al Giro, on també es va imposar en tres etapes, la classificació de la muntanya i la de la regularitat. A la fi del mes, va participar al Tour de França i va acabar en quarta posició.
La seva darrera cursa fou al seu país natal a la Simac Ladies Tour

## Palmarès
- 2010
  - 1a al Tour de Drenthe
  - 1a a la Novilon Euregio Cup
  - 1a a la Ruta de França i vencedora d'una etapa
  - Vencedora d'una etapa a la Gracia Orlová
  - Vencedora d'una etapa a l'Emakumeen Bira
- 2011
  - 1a a la Copa del Món de la UCI
  - 1a al Tour de Flandes
  - 1a a l'Open de Suède Vårgårda
  - 1a al Gran Premi de Plouay
  - Vencedora de 2 etapes al Gran Premi Elsy Jacobs
- 2012
  -  Campiona dels Països Baixos en ruta
  - 1a al Gran Premi Stad Roeselare
  - 1a al Parkhotel Valkenburg Hills Classic
  - 1a a la 7-Dorpenomloop van Aalburg
  - Vencedora d'una etapa a l'Emakumeen Bira
  - Vencedora d'una etapa al Giro de Toscana-Memorial Michela Fanini
- 2013
  - Vencedora d'una etapa al Gran Premi Elsy Jacobs
  - Vencedora d'una etapa a la Volta a Turíngia
  - Vencedora d'una etapa al Trofeu d'Or
  - 1a a l'Omloop der Kempen
- 2014
  -  Campiona dels Països Baixos en contrarellotge
  - 1a al Lotto-Belisol Belgium Tour i vencedora de 2 etapes
  - Vencedora de 2 etapes al Giro d'Itàlia
- 2015
  - Vencedora d'una etapa al Giro d'Itàlia
  - Vencedora d'una etapa a l'Emakumeen Bira
  - Vencedora d'una etapa al Giro de Toscana-Memorial Michela Fanini
- 2016
  -  Campiona dels Països Baixos en contrarellotge
  - 1a al Lotto Belgium Tour i vencedora de 2 etapes
  - 1a a la Parel van de Veluwe
  - Vencedora d'una etapa al Gran Premi Elsy Jacobs
  - Vencedora d'una etapa a l'Auensteiner-Radsporttage
- 2017
  -  Campiona del món en contrarellotge
  -  Campiona dels Països Baixos en contrarellotge
  - 1a al Cadel Evans Great Ocean Road Race Women
  - 1a a l'Emakumeen Saria
  - 1a a La Course by Le Tour de France
  - 1a al Boels Ladies Tour i vencedora de 2 etapes
  - Vencedora d'una etapa a l'Emakumeen Euskal Bira
  - Vencedora de 2 etapes al Giro d'Itàlia
- 2018
  -  Campiona del món en contrarellotge
  -  1a al Giro d'Itàlia i vencedora de 3 etapes
  - Vencedora d'una etapa al Women's Herald Sun Tour
  - Vencedora d'una etapa a l'Emakumeen Euskal Bira
  - 1a a la La course by Le Tour de France
  - 1a a la Veenendaal-Veenendaal Classic
  - 1a a la Boels Ladies Tour i vencedora de 3 etapes
  -  1a a la general de l'UCI Women's WorldTour
- 2019
  -  Campiona del Món en ruta
  -  1a al Giro d'Itàlia i vencedora de 2 etapes
  -  Campiona dels Països Baixos en contrarellotge
  - 1a a la Strade Bianche
  - 1a a la Lieja-Bastogne-Lieja
  - Vencedora d'una etapa a la Boels Ladies Tour
- 2020
  -  Campiona d'Europa en ruta
  - 1a a la Omloop Het Nieuwsblad
  - 1a a la Emakumeen Nafarroako Klasikoa
  - 1a a la Clàssica Fèmines de Navarra
  - 1a a la Durango-Durango Emakumeen Saria
  - 1a a la Strade Bianche
  - Vencedora d'una etapa al Giro d'Itàlia
- 2021
  -  Campiona olímpica de contrarellotge, Jocs Olímpics de Tòquio[27]
  -  Medalla de plata en la cursa en ruta, Jocs Olímpics de Tòquio[27]
  - 1a la Setmana Ciclista Valenciana i vencedora d'una etapa
  - 1a a la Dwars door Vlaanderen
  - 1a al Tour de Flandes
  - 1a a l'Emakumeen Nafarroako Klasikoa
  - 1a a la Donostia San Sebastian Klasikoa
  - 1a a la Ladies Tour of Norway i vencedora d'una etapa
  -  1a a la Volta a Espanya i vencedora d'una etapa
  -  1a a la general de l'UCI Women's WorldTour
- 2022
  -  Campiona del Món en ruta
  -  1a a la general de l'UCI Women's WorldTour
  - 1a la Setmana Ciclista Valenciana i vencedora d'una etapa
  - 1a a la Omloop Het Nieuwsblad
  - 1a a la Lieja-Bastogne-Lieja
  -  1a al Giro d'Itàlia i vencedora de 2 etapes
  -  1a al Tour de França Femmes i vencedora de 2 etapes
  -  1a a la Volta a Espanya i vencedora d'una etapa
- 2023
  -  1a a la Volta a Espanya
  -  1a al Giro d'Itàlia i vencedora de 3 etapes
  - 1a al Tour d'Escandinàvia

### Resultats al Giro d'Itàlia
- 2010: 27a posició
- 2011: 75a posició
- 2012: no surt a la 8a etapa
- 2014: 8a posició, vencedora del pròleg i la 3a etapa
- 2015: 35a posició, vencedora del pròleg
- 2017: 3a posició,  vencedora de la classificació per punts,  guanyadora de la classificació de la muntanya i vencedora de la 2a i 5a etapes
- 2018:  Vencedora de la classificació general,  vencedora de la classificació per punts i vencedora de la 7a, 9a i 10a etapes
- 2019:  Vencedora de la classificació general,  vencedora de la classificació per punts,  guanyadora de la classificació de la muntanya i vencedora de la 5a i 6a etapes
- 2020: abandona a la 8a etapa, vencedora de la 2a etapa
- 2022:  Vencedora de la classificació general,  vencedora de la classificació per punts, vencedora de la 4a i 8a etapes
- 2023:  Vencedora de la classificació general,  vencedora de la classificació per punts,  guanyadora de la classificació de la muntanya i vencedora de la 2a, 6a i 7a etapes

### Resultats al Tour de França
- 2022:  Vencedora de la classificació general, vencedora de la 7a i 8a etapes
- 2023: 4a posició

### Resultats a la Volta a Espanya
- 2023:  Vencedora de la classificació general